# Derecho presupuestario
El Derecho presupuestario es la rama del Derecho Público, dentro del Derecho financiero, que estudia y regula lo concerniente a los Presupuestos Generales del Estado, como su elaboración, aprobación, ejecución y control, y todo lo relacionado con el Gasto público.

## Objeto
El Derecho presupuestario  regula la asignación, el desembolso y la fiscalización del Presupuesto público, instrumento financiero que equilibra los ingresos y el gasto público en el año fiscal. En una economía de mercado, el destino primordial del gasto público es la satisfacción de las necesidades colectivas, mientras que los gastos públicos destinados a satisfacer el consumo público, sólo se producen para remediar las deficiencias del mercado.

## Contenido
El Derecho presupuestario tiene como marco legal lo establecido en la Ley de presupuestos, que es una normativa contemplada en diversos ordenamientos jurídicos y dictada por el congreso o parlamento del Estado a finales de año (generalmente los últimos días de diciembre), que regula todo lo referente a los presupuestos para el año siguiente. 
Esta ley incluye la relación de gastos que puede ejercer el Estado y los ingresos que éste debe alcanzar en el próximo año. Además, es una ley de naturaleza mixta puesto que su función es legislativa pero también de fiscalización. Por sus especiales características, la ley de presupuestos puede tener una tramitación especial o distinta de las otras leyes.

## Gasto público
Los gastos realizados por el gobierno son de naturaleza diversa. Van desde cumplir con sus obligaciones inmediatas como la compra de un bien o servicio hasta cubrir con las obligaciones incurridas en años fiscales anteriores. Sin embargo, muchos de ellos están dirigidos a cierta parte de la población para reducir el margen de desigualdad en la distribución del ingreso.
Por lo tanto, saber en que se gasta el dinero del presupuesto público resulta indispensable, pues a través de este gasto se conoce a quienes se ayuda en forma directa e indirecta. Desde el punto de vista económico, se identifican tres tipos de gasto público: Desarrollo Social, Económico, y Gobierno.